# Targowisko Dolna-Ceglana
Targowisko Dolna-Ceglana – pchli targ w Łodzi, w dzielnicy Bałuty, działający od 16 października 1974 roku.
Targ stanowi przedłużenie Bałuckiego Rynku. Jest położony pomiędzy ulicami: Zgierską, Dolną, Ceglaną i Tokarską. W 2015 roku na targowisku został wybudowany pawilon handlowy z siedemnastoma sklepami.
Do czerwca 2024 roku targiem zarządzała Spółka Przedsiębiorców i Rolników Targowiska Dolna-Ceglana dzierżawiąca rynek od miasta. W związku z zakończeniem działalności dzierżawcy, kupcy protestowali przeciwko likwidacji przestrzeni handlowej.